# Isoplenodia
Isoplenodia is een geslacht van vlinders van de familie spanners (Geometridae), uit de onderfamilie Sterrhinae.

## Soorten
- I. arabukoensis Sihvonen & Staude, 2010
- I. arrogans Prout, 1932
- I. kisubensis Sihvonen & Staude, 2010
- I. vidalensis Sihvonen & Staude, 2010